# Giro del Piemonte 1952
Il Giro del Piemonte 1952, quarantatreesima edizione della corsa, si svolse il 19 ottobre 1952 su un percorso di 249,6 km. La vittoria fu appannaggio dell'italiano Giorgio Albani, che completò il percorso in 6h15'00", precedendo i connazionali Luciano Maggini ed Ettore Milano.
Sul traguardo di Torino 52 ciclisti, su 89 partiti dalla medesima località, portarono a termine la competizione.

## Ordine d'arrivo (Top 10)
| Pos. | Corridore              | Squadra                | Tempo                  |
| ---- | ---------------------- | ---------------------- | ---------------------- |
| 1    | Giorgio Albani         | Legnano                | 6h15'00"               |
| 2    | Luciano Maggini        | Atala                  | ?                      |
| 3    | Ettore Milano          | Bianchi-Pirelli        | ?                      |
| 4    | Alfio Ferrari          | Frejus                 | ?                      |
| 5    | Alfredo Pasotti        | Welter                 | ?                      |
| 6    | Vincenzo Rossello      | Arbos                  | ?                      |
| 7    | Louis Caput            | Delangle               | ?                      |
| 8    | Adolfo Grosso          | Benotto                | ?                      |
| 9    | Nedo Logli             | Welter                 | ?                      |
| 10   | 7 ciclisti a ? ex æquo | 7 ciclisti a ? ex æquo | 7 ciclisti a ? ex æquo |